# Isotopes du xénon
Le xénon (Xe, numéro atomique 54) possède 41 isotopes connus, de nombre de masse variant de 108 à 148, et 12 isomères nucléaires. Le xénon naturel, dont la masse atomique standard est de 131,293(6) u, est constitué de sept isotopes stables (126Xe, 128Xe, 129Xe, 130Xe, 131Xe, 132Xe et 134Xe) et de deux radioisotopes primordiaux (124Xe et 136Xe), faisant de lui le second élément avec le plus d'isotopes stables (il est dépassé par l'étain qui a dix isotopes stables). On soupçonne deux d'entre eux (126Xe et 134Xe) de pouvoir subir une double désintégration bêta, mais elle n'a pas encore été observée,.
Parmi les 33 radioisotopes connus du xénon, 124Xe et 136Xe sont ceux qui ont la demi-vie la plus longue, se désintégrant respectivement par double capture électronique avec une demi-vie de (1,8 ± 0,6) × 1022 ans et par double désintégration bêta avec une demi-vie de 2,11 × 1021 ans, suivis par 127Xe (36,345 jours). L'isotope connu à la plus courte vie est 148Xe avec une demi-vie de 408 ns. Des isomères connus, celui à la plus longue durée de vie est 131mXe avec une demi-vie de 11,934 jours. Tous les autres isomères ont des demi-vies inférieures à 12 jours, et la plupart inférieures à 20 heures.
Les isotopes les plus légers se désintègrent principalement par émission de positron (β+) en isotopes de l'iode, les plus lourds principalement par désintégration β− en isotopes du césium.

## Propriétés
108Xe, découvert en 2011, est le second plus lourd isotope connu avec un nombre de protons et de neutrons égaux, après 112Ba.
124Xe est le premier isotope pour lequel on a réussi à observer une désintégration par double capture électronique, et au moment de cette découverte il s'agit de l'isotope connu ayant la plus longue demi-vie avec 1,8 × 1022 ans.
129Xe est le produit de la désintégration β de 129I (demi-vie de 16 millions d'années). Comme ce dernier, les isotopes 131mXe, 133Xe, 133mXe et 135Xe font partie des produits de fission de l'uranium 235 et du plutonium 239,, et peuvent donc servir d'indicateurs d'explosion nucléaire d'origine humaine.
Les divers isotopes du xénon sont initialement produits par les supernovas, mais aussi par les géantes rouges, et la décroissance radioactive (ultérieure) d'éléments comme l'iode, ainsi que les produits de fission de l'uranium.
Dans des conditions défavorables, des concentrations relativement élevées d'isotopes radioactifs du xénon peuvent émaner de réacteurs nucléaires du fait de la libération de produits de fission par des barreaux de combustible endommagés, ou en cas de fuite d'eau du circuit primaire de refroidissement. Ces concentrations restent toutefois généralement basses comparées à l’occurrence naturelle de gaz nobles radioactifs tel que le 222Rn.
Certains isotopes du xénon peuvent servir de traceurs notamment pour deux isotopes parents : le rapport de concentration d'isotopes dans des météorites constitue par exemple un outil puissant pour étudier la formation du système solaire. La méthode de datation iode-xénon permet d'étudier des temps situés entre la nucléosynthèse et la condensation d'objets solides du disque protoplanétaire. Des rapports tels que 129Xe/130Xe ou 136Xe/130Xe sont également des outils puissants pour étudier la genèse de la Terre. Par exemple, l'excès de 129Xe trouvé dans les gisements de dioxyde de carbone du Nouveau-Mexique pourrait avoir pour origine la désintégration de gaz du manteau terrestre peu après la formation de la Terre,,.

## Isotopes remarquables

### Xénon naturel
Le xénon naturel est constitué de sept isotopes stables (126Xe, 128Xe, 129Xe, 130Xe, 131Xe, 132Xe et 134Xe) et de deux radioisotopes primordiaux (124Xe et 136Xe) quasi stables (avec des demi-vies de respectivement 1,8 × 1022 et 2,11 × 1021 années, leur radioactivité est négligeable dans toutes les applications, et de fait difficilement détectable).
| Isotope | Abondance (pourcentage molaire) |
| ------- | ------------------------------- |
| 124Xe   | 0,0952 (3) %                    |
| 126Xe   | 0,0890 (2) %                    |
| 128Xe   | 1,9102 (8) %                    |
| 129Xe   | 26,4006 (82) %                  |
| 130Xe   | 4,0710 (13) %                   |
| 131Xe   | 21,2324 (30) %                  |
| 132Xe   | 26,9086 (33) %                  |
| 134Xe   | 10,4357 (21) %                  |
| 136Xe   | 8,8573(44) %                    |

### Xénon 124
Le xénon 124 (124Xe), longtemps considéré comme stable, est en fait radioactif, mais avec la plus longue demi-vie jamais observée en 2019, (1,8 ± 0,6) × 1022 ans, (1 300 milliards de fois l'âge de l'Univers). Il se décompose en tellure 124 par double capture électronique :
124
54Xe + 2 e− ⟶ 124
52Te + 2 νe.

### Xénon 133
Le xénon 133 (133Xe, appellation commerciale Xeneisol, code ATC V09EX03) est l'isotope du xénon dont le noyau est constitué de 54 protons et de 79 neutrons. C'est un radioisotope de demi-vie de près de 5,25 jours (5 jours et 6 heures) ; il se transmute en césium 133 stable, par émission β−. Il est utilisé par inhalation en imagerie médicale pour observer les fonctions pulmonaires et radiographier les poumons. Il est aussi souvent utilisé pour visualiser la circulation sanguine, en particulier dans le cerveau. C'est un important produit de fission.

### Xénon 135
Le xénon 135 (135Xe) est l'isotope du xénon dont le noyau est constitué de 54 protons et de 81 neutrons. C'est un radioisotope de demi-vie de près de 9,14 heures (9 heures et 8 minutes et quelques) ; il se transmute par émission β− en césium 135, lui-même émetteur β−. C'est un isotope artificiel d'une importance primordiale dans l'utilisation de réacteur à fission nucléaire. 135Xe possède une très grande section efficace pour les neutrons thermiques à 2,65 × 106 barns, et agit donc comme « poison à neutrons » pouvant ralentir ou stopper la réaction en chaîne (« empoisonnement au xénon »). Cet effet a été découvert dans les tout premiers premiers réacteurs nucléaires construits par le projet Manhattan pour produire du plutonium. Heureusement pour eux, les ingénieurs ayant dimensionné le réacteur avaient prévu de la marge pour augmenter sa réactivité (nombre de neutrons par fission qui eux-mêmes induisent la fission d'autres atomes du combustible nucléaire). 
L'empoisonnement du réacteur par le 135Xe joua un rôle important dans la catastrophe de Tchernobyl.

## Table des isotopes
| Symbole de l'isotope | Z (p)                | N (n)                | masse isotopique     | Demi-vie                     | Mode(s) de désintégration, | Isotope(s)-fils | Spin nucléaire |
| Symbole de l'isotope | Énergie d'excitation | Énergie d'excitation | Énergie d'excitation | Demi-vie                     | Mode(s) de désintégration, | Isotope(s)-fils | Spin nucléaire |
| -------------------- | -------------------- | -------------------- | -------------------- | ---------------------------- | -------------------------- | --------------- | -------------- |
| 110Xe                | 54                   | 56                   | 109,94428(14)        | 310(190) ms [105(+35-25) ms] | β+                         | 110I            | 0+             |
| 110Xe                | 54                   | 56                   | 109,94428(14)        | 310(190) ms [105(+35-25) ms] | α                          | 106Te           | 0+             |
| 111Xe                | 54                   | 57                   | 110,94160(33)#       | 740(200) ms                  | β+ (90 %)                  | 111I            | 5/2+#          |
| 111Xe                | 54                   | 57                   | 110,94160(33)#       | 740(200) ms                  | α (10 %)                   | 107Te           | 5/2+#          |
| 112Xe                | 54                   | 58                   | 111,93562(11)        | 2,7(8) s                     | β+ (99,1 %)                | 112I            | 0+             |
| 112Xe                | 54                   | 58                   | 111,93562(11)        | 2,7(8) s                     | α (0,9 %)                  | 108Te           | 0+             |
| 113Xe                | 54                   | 59                   | 112,93334(9)         | 2,74(8) s                    | β+ (92,98 %)               | 113I            | (5/2+)#        |
| 113Xe                | 54                   | 59                   | 112,93334(9)         | 2,74(8) s                    | β+, p (7 %)                | 112Te           | (5/2+)#        |
| 113Xe                | 54                   | 59                   | 112,93334(9)         | 2,74(8) s                    | α (0,011 %)                | 109Te           | (5/2+)#        |
| 113Xe                | 54                   | 59                   | 112,93334(9)         | 2,74(8) s                    | β+, α (0,007 %)            | 109Sb           | (5/2+)#        |
| 114Xe                | 54                   | 60                   | 113,927980(12)       | 10,0(4) s                    | β+                         | 114I            | 0+             |
| 115Xe                | 54                   | 61                   | 114,926294(13)       | 18(4) s                      | β+ (99,65 %)               | 115I            | (5/2+)         |
| 115Xe                | 54                   | 61                   | 114,926294(13)       | 18(4) s                      | β+, p (0,34 %)             | 114Te           | (5/2+)         |
| 115Xe                | 54                   | 61                   | 114,926294(13)       | 18(4) s                      | β+, α (3 × 10−4 %)         | 111Sb           | (5/2+)         |
| 116Xe                | 54                   | 62                   | 115,921581(14)       | 59(2) s                      | β+                         | 116I            | 0+             |
| 117Xe                | 54                   | 63                   | 116,920359(11)       | 61(2) s                      | β+ (99,99 %)               | 117I            | 5/2(+)         |
| 117Xe                | 54                   | 63                   | 116,920359(11)       | 61(2) s                      | β+, p (0,0029 %)           | 116Te           | 5/2(+)         |
| 118Xe                | 54                   | 64                   | 117,916179(11)       | 3,8(9) min                   | β+                         | 118I            | 0+             |
| 119Xe                | 54                   | 65                   | 118,915411(11)       | 5,8(3) min                   | β+                         | 119I            | 5/2(+)         |
| 120Xe                | 54                   | 66                   | 119,911784(13)       | 40(1) min                    | β+                         | 120I            | 0+             |
| 121Xe                | 54                   | 67                   | 120,911462(12)       | 40,1(20) min                 | β+                         | 121I            | (5/2+)         |
| 122Xe                | 54                   | 68                   | 121,908368(12)       | 20,1(1) h                    | β+                         | 122I            | 0+             |
| 123Xe                | 54                   | 69                   | 122,908482(10)       | 2,08(2) h                    | CE                         | 123I            | 1/2+           |
| 123mXe               | 185,18(22) keV       | 185,18(22) keV       | 185,18(22) keV       | 5,49(26) µs                  |                            |                 | 7/2(-)         |
| 124Xe                | 54                   | 70                   | 123,905893(2)        | 1,8 × 1022 a                 | Double CE                  | 124Te           | 0+             |
| 125Xe                | 54                   | 71                   | 124,9063955(20)      | 16,9(2) h                    | β+                         | 125I            | 1/2(+)         |
| 125m1Xe              | 252,60(14) keV       | 252,60(14) keV       | 252,60(14) keV       | 56,9(9) s                    | TI                         | 125Xe           | 9/2(-)         |
| 125m2Xe              | 295,86(15) keV       | 295,86(15) keV       | 295,86(15) keV       | 0,14(3) µs                   |                            |                 | 7/2(+)         |
| 126Xe                | 54                   | 72                   | 125,904274(7)        | Observé stable               | Observé stable             | Observé stable  | 0+             |
| 127Xe                | 54                   | 73                   | 126,905184(4)        | 36,345(3) j                  | CE                         | 127I            | 1/2+           |
| 127mXe               | 297,10(8) keV        | 297,10(8) keV        | 297,10(8) keV        | 69,2(9) s                    | TI                         | 127Xe           | 9/2-           |
| 128Xe                | 54                   | 74                   | 127,9035313(15)      | Observé stable               | Observé stable             | Observé stable  | 0+             |
| 129Xe                | 54                   | 75                   | 128,9047794(8)       | Observé stable               | Observé stable             | Observé stable  | 1/2+           |
| 129mXe               | 236,14(3) keV        | 236,14(3) keV        | 236,14(3) keV        | 8,88(2) j                    | TI                         | 129Xe           | 11/2-          |
| 130Xe                | 54                   | 76                   | 129,9035080(8)       | Observé stable               | Observé stable             | Observé stable  | 0+             |
| 131Xe                | 54                   | 77                   | 130,9050824(10)      | Observé stable               | Observé stable             | Observé stable  | 3/2+           |
| 131mXe               | 163,930(8) keV       | 163,930(8) keV       | 163,930(8) keV       | 11,934(21) j                 | TI                         | 131Xe           | 11/2-          |
| 132Xe                | 54                   | 78                   | 131,9041535(10)      | Observé stable               | Observé stable             | Observé stable  | 0+             |
| 132mXe               | 2752,27(17) keV      | 2752,27(17) keV      | 2752,27(17) keV      | 8,39(11) ms                  | TI                         | 132Xe           | (10+)          |
| 133Xe,               | 54                   | 79                   | 132,9059107(26)      | 5,2475(5) j                  | β−                         | 133Cs           | 3/2+           |
| 133mXe               | 233,221(18) keV      | 233,221(18) keV      | 233,221(18) keV      | 2,19(1) j                    | TI                         | 133Xe           | 11/2-          |
| 134Xe                | 54                   | 80                   | 133,9053945(9)       | Observé stable               | Observé stable             | Observé stable  | 0+             |
| 134m1Xe              | 1965,5(5) keV        | 1965,5(5) keV        | 1965,5(5) keV        | 290(17) ms                   | TI                         | 134Xe           | 7-             |
| 134m2Xe              | 3025,2(15) keV       | 3025,2(15) keV       | 3025,2(15) keV       | 5(1) µs                      |                            |                 | (10+)          |
| 135Xe                | 54                   | 81                   | 134,907227(5)        | 9,14(2) h                    | β−                         | 135Cs           | 3/2+           |
| 135mXe               | 526,551(13) keV      | 526,551(13) keV      | 526,551(13) keV      | 15,29(5) min                 | TI (99,99 %)               | 135Xe           | 11/2-          |
| 135mXe               | 526,551(13) keV      | 526,551(13) keV      | 526,551(13) keV      | 15,29(5) min                 | β− (0,004 %)               | 135Cs           | 11/2-          |
| 136Xe                | 54                   | 82                   | 135,907219(8)        | 2,11(0,04;0,21) × 1021 a     | β−β−                       | 136Ba           | 0+             |
| 136mXe               | 1891,703(14) keV     | 1891,703(14) keV     | 1891,703(14) keV     | 2,95(9) µs                   |                            |                 | 6+             |
| 137Xe                | 54                   | 83                   | 136,911562(8)        | 3,818(13) min                | β−                         | 137Cs           | 7/2-           |
| 138Xe                | 54                   | 84                   | 137,91395(5)         | 14,08(8) min                 | β−                         | 138Cs           | 0+             |
| 139Xe                | 54                   | 85                   | 138,918793(22)       | 39,68(14) s                  | β−                         | 139Cs           | 3/2-           |
| 140Xe                | 54                   | 86                   | 139,92164(7)         | 13,60(10) s                  | β−                         | 140Cs           | 0+             |
| 141Xe                | 54                   | 87                   | 140,92665(10)        | 1,73(1) s                    | β− (99,45 %)               | 141Cs           | 5/2(-#)        |
| 141Xe                | 54                   | 87                   | 140,92665(10)        | 1,73(1) s                    | β−, n (0,043 %)            | 140Cs           | 5/2(-#)        |
| 142Xe                | 54                   | 88                   | 141,92971(11)        | 1,22(2) s                    | β− (99,59 %)               | 142Cs           | 0+             |
| 142Xe                | 54                   | 88                   | 141,92971(11)        | 1,22(2) s                    | β−, n (0,41 %)             | 141Cs           | 0+             |
| 143Xe                | 54                   | 89                   | 142,93511(21)#       | 0,511(6) s                   | β−                         | 143Cs           | 5/2-           |
| 144Xe                | 54                   | 90                   | 143,93851(32)#       | 0,388(7) s                   | β−                         | 144Cs           | 0+             |
| 144Xe                | 54                   | 90                   | 143,93851(32)#       | 0,388(7) s                   | β−, n                      | 143Cs           | 0+             |
| 145Xe                | 54                   | 91                   | 144,94407(32)#       | 188(4) ms                    | β−                         | 145Cs           | (3/2-)#        |
| 146Xe                | 54                   | 92                   | 145,94775(43)#       | 146(6) ms                    | β−                         | 146Cs           | 0+             |
| 147Xe                | 54                   | 93                   | 146,95356(43)#       | 130(80) ms [0,10(+10-5) s]   | β−                         | 147Cs           | 3/2-#          |
| 147Xe                | 54                   | 93                   | 146,95356(43)#       | 130(80) ms [0,10(+10-5) s]   | β−, n                      | 146Cs           | 3/2-#          |

1. ↑  Abréviations :
CE : Capture électronique ;
TI : transition isomérique.
2. ↑  Isotopes stables en gras.
3. ↑  Radioactivité observée pour la première fois à la fin des années 2010.
4. ↑  Soupçonné de subir une désintégration β+β+ en 126Te.
5. 1 2 3 4 5  Théoriquement capable de fission spontanée.
6. ↑  Utilisé pour la radiodatation des eaux souterraines et pour déduire certains évènements de l'histoire du Système solaire.
7. 1 2 3 4  Produit de fission.
8. ↑  Utilisé en médecine nucléaire.
9. ↑  Soupçonné de subir une désintégration β−β− en 134Ba avec une demi-vie supérieure à 11 × 1015 années.
10. ↑  Plus puissant absorbeur de neutron connu, produit dans les centrales nucléaires comme produit de désintégration de l'135I, lui-même produit de désintégration de 135Te, un produit de fission. Il absorbe des neutrons dans des environnements à haut flux neutronique pour devenir 136Xe ; voir empoisonnement au xénon pour plus d'informations.

### Remarques
- La composition isotopique est celle de l'air.
- Il existe des échantillons géologiques exceptionnels dont la composition isotopique est en dehors de l'échelle donnée. L'incertitude sur la masse atomique de tels spécimens peut excéder les valeurs données.
- Les valeurs marquées # ne sont pas purement dérivées des données expérimentales, mais aussi au moins en partie à partir des tendances systématiques. Les spins avec des arguments d'affectation faibles sont entre parenthèses.
- Les incertitudes sont données de façon concise entre parenthèses après la décimale correspondante. Les valeurs d'incertitude dénotent un écart-type, à l'exception de la composition isotopique et de la masse atomique standard de l'IUPAC qui utilisent des incertitudes élargies.